# Captura da Bahia
A Captura da Bahia corresponde ao conflito em que a cidade de Salvador, na Bahia, na costa do atual Brasil, foi capturada pela holandeses em 1624, como parte do plano de Groot Desseyn da Companhia Holandesa das Índias Ocidentais. Contudo, as intenções holandesas foram relatadas aos espanhóis, mas nenhuma medida de retaliação foi tomada.

## Historia
Em 9 de maio de 1624, uma esquadra de 26 navios e cerca de 3.400 holandeses comandados por Jacob Willekens, chegaram a Bahia. Salvador foi fortemente bombardeada pelos holandeses, com muitos prejuízos para a Cidade. Aportaram na Barra. Após alvejar os canhões da Ponta do Padrão, os holandeses seguiram para o centro da Cidade. O Governador do Brasil Diogo de Mendonça Furtado foi aprisionado na Casa do Governo, onde assinou sua rendição em 10 de maio de 1624. Foi levado prisioneiro para a Holanda, junto com seu filho, e libertado em 1626.
O Bispo D. Marcos Teixeira de Mendonça e o Clero Secular da Diocese de São Salvador da Bahia refugiaram-se em Abrantes (atual distrito de Camaçari). As igrejas de Salvador foram profanadas e muito danificadas pelos invasores.
Em 27 de março de 1625, Salvador foi retomada por uma  armada luso-espanhola de mais de 50 navios, comandada pelo almirante espanhol Fadrique de Toledo y Osorio. Foram mais de 40 dias de batalha e, em 1º de maio, houve a primeira rendição.